# Stanislav Kostka Neumann
Stanislav Kostka Neumann (ur. 5 czerwca 1875 w Pradze, zm. 28 czerwca 1947 tamże) – czeski poeta, publicysta, felietonista, pisarz, dziennikarz, tłumacz.

## Życiorys
Założył i prowadził na przełomie XIX i XX wieku grupę poetycką o nazwie „Anarchistyczni Burzyciele”. Jego pierwsze wiersze miały charakter dekadencki (zbiór Satanova sláva mezi námi 1897). W latach 1908–1912 pracował nad zbiorem poetyckim Kniha lesů vod a strání, którey wydano w 1914 roku. Po I wojnie światowej reprezentował poezję proletariacką (zbiór Rudé zpěvy 1923). Pisał ponadto wiersze o tematyce politycznej, osobistej (Láska 1933), patriotycznej (Bezedný rok 1945). W 1954 roku wybrane wiersze Neumanna ukazały się w Polsce w tomie I dumny bądź.
W latach 1922–1923 wydał zbiór felietonów S městem za zády. Zbiór ten stanowi uzupełnienie do zbioru Kniha lesů vod a strání.
Początkowo był anarchistą, stopniowo skłaniał się ku komunizmowi. W 1921 roku był jednym ze współzałożycieli Komunistycznej Partii Czechosłowacji. Był redaktorem czasopism lewicowych. 